# Моньки (Хмельницкая область)
Моньки (укр. Моньки) — село на Украине, входит в Хмельницкую область, Хмельницкий район. Занимает площадь 97,1 га. Население — 266 человек (на 2001 год).

## История
Село подчинено Красиловской городской общине. В исторических документах Моньки впервые упоминаются в 1593 г. под названием Молчинци Вторые.